# 緩和照顧
緩和照顧（英語：palliative care），又稱姑息治療（英語：palliative treatment），是當以根治為目的之醫療程序對病者的疾病可能無法產生積極的治療作用，也無法延長病者的壽命時，遂採取姑息手段，不再以清除或消滅病灶為治療目的，改為提升病者的生活品質，盡可能讓病者可舒適地度過餘生，當中亦包括向家屬提供心理支援。

## 概要
在已發表的文獻中，有許多安寧療護的定義。世界衛生組織將安寧療護描述為「一種透過早期識別和最高標準的評估來預防和減輕痛苦，從而改善面臨危及生命疾病相關問題的患者及其家人的生活品質的方法以及疼痛、疾病的治療，包括其他身體、心理和精神問題。」
緩和照顧或姑息療法是治療的一種方式，常會被人們與臨終關懷混淆，但兩者是有區別的，緩和照顧可在病者接受治療的任何階段實施，包括在放射治療、化療及手術等治愈性的療程時進行，以改善病者的生活品質，所以姑息治療會與以逆轉病患為目的之療程重疊，當病者放棄治愈性的治療，且預期壽命不多於六個月時，才會進入臨終關懷的階段。故此緩和照顧的範疇比臨終關懷更廣，包括適用於未能預算病者的預期壽命，病情發展緩慢卻可致命及可使病人失去自理能力的慢性疾病。
緩和照顧與安寧療護的區別是前者不一定臨終且不住入安寧病房，例如失智症、中風臥床等；但因兩者常範圍有所重疊，現在常合稱安寧緩和醫療。
過去，安寧療護是針對特定疾病的方法，但如今世界衛生組織採取更廣泛的以病人為中心的方法，表明安寧療護的原則是應儘早應用於任何慢性和最終致命的疾病。 如果遵循以疾病為導向的方法，患者的需求和偏好就不會得到充分滿足，並且護理的各個方面，例如疼痛、生活品質和社會支持，以及精神和情感需求，未能得到解決。相反，以病人為中心的模式優先考慮減輕痛苦，並客製化照護以提高末期病患的生活品質。
安寧療護適用於各個年齡層患有嚴重疾病的個人，可以作為護理的主要目標或與治癒性治療同時提供。它由跨專業領域團隊提供，其中包括醫師、護理人員、職業和物理治療師、心理學家、社會工作者、宗教信仰專業人員和營養師等。安寧療護可以在多種環境下提供，包括醫院、門診，以及居家環境等。儘管安寧療護是臨終關懷的重要組成部分，但它並不局限於臨終患者。
有證據支持安寧療護方法在改善個人生活品質的功效。 安寧療護的主要重點是改善慢性病患者的生活品質。通常，臨終關懷是在生命結束時提供，但它對處於任何危重疾病階段或任何年齡的人都有幫助。
如果在早期階段就尋求安寧療護專家和經驗豐富的專業協助介入，則可以更好地管理緊急情況、危機以及最終的死亡過程，並可以避免不必要的住院治療等。 在實踐上有證據顯示，早期安寧療護可以延長剩餘壽命，提高生活品質。